# SN 2007ug
SN 2007ug – supernowa typu Ia odkryta 11 listopada 2007 roku w galaktyce A020936-0451. Jej jasność pozostaje nieznana.